# Despesa militar

Gràfic que mostra les despeses militars mundials per país per al 2019, en milers de milions de dòlars, segons SIPRI

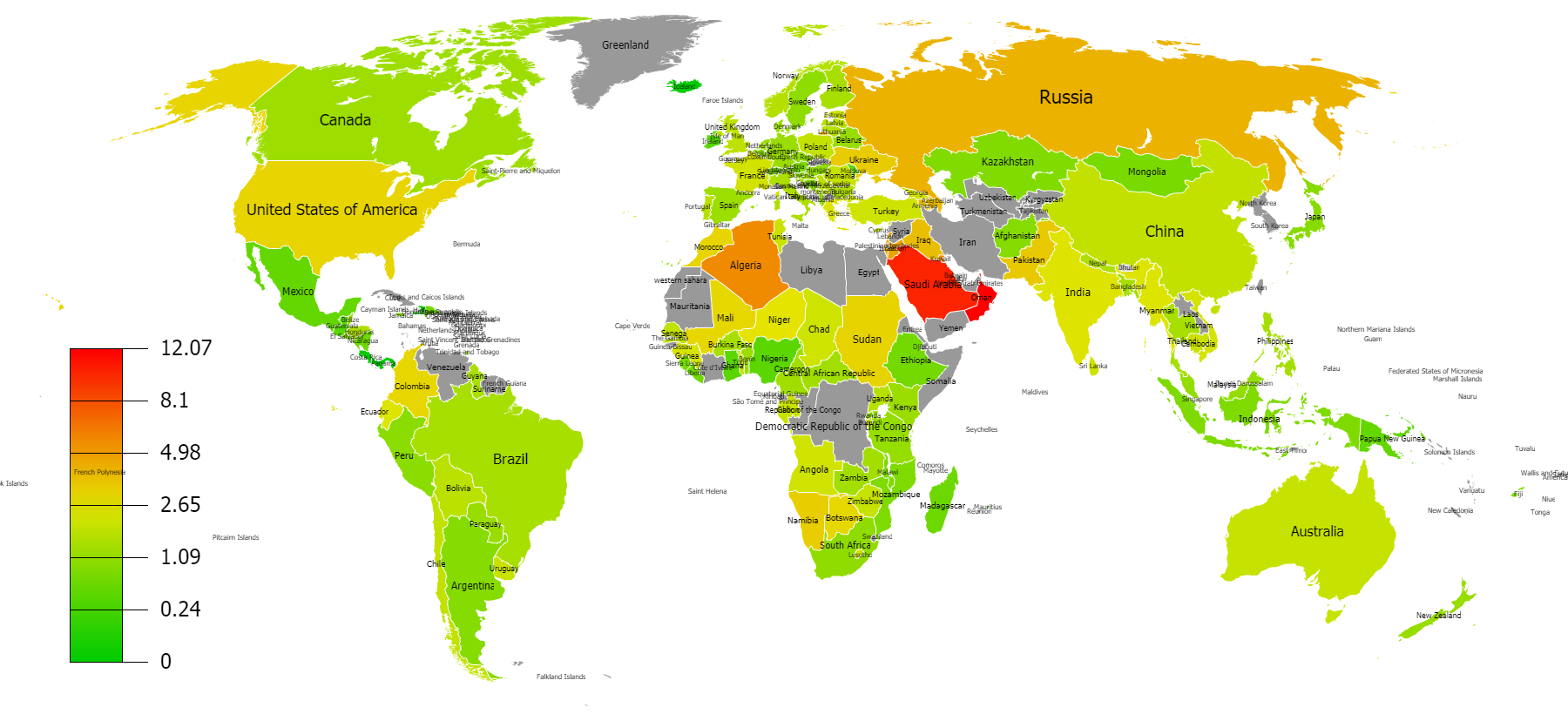
Mapa de les despeses militars com a percentatge del PIB per país, 2017

El pressupost militar (o la despesa militar), també conegut com a pressupost de defensa, és la quantitat de recursos financers destinats per l'entitat (en general d'una nació o un estat), per incrementar i mantenir unes forces armades. Els pressupostos militars sovint reflecteixen la percepció que té l'entitat d'una possible agressió, o l'agressió que aquesta pot voler emprar. La quantitat del pressupost també reflecteix la capacitat de l'entitat per finançar les activitats militars, amb factors com la grandària de l'economia d'aquesta entitat (de forma absoluta o en relació al PIB), i en relació amb les altres exigències financeres d'aquesta entitat (per exemple educació, sanitat), i la voluntat del govern d'aquesta entitat o de les persones per finançar l'activitat militar com a tal (vegeu la tendència a augmentar o a disminuir). En general estan exclosos de les despeses militars els corresponents als Ministeris (o en el cas de Catalunya, la Conselleria) d'Interior o (cas dels EUA) la rehabilitació dels veterans discapacitats.

## Finançament militar
Segons l'Institut Internacional d'Estudis per a la Pau d'Estocolm (SIPRI), el 2010, la despesa militar mundial en el món va ascendir a 1,630 bilions de dòlars EUA. I el 2018, la despesa militar mundial total ja va ascendir a 1,822 bilions de dòlars EUA.
El 2018, els Estats Units van gastar el 3,2% del seu PIB en els seus militars, mentre que Xina 1,9%, Rússia 3,9%, França 2,3%, Regne Unit 1,8%, Índia 2,4%, Israel 4,3%, Corea del Sud 2,6% i Alemanya van gastar l'1,2% del seu PIB en defensa.
El 2022, la despesa militar mundial total va ascendir a 2,3 bilions de dòlars EUA. Va augmentar un 3,7% respecte a l'any anterior. Amb la guerra russo-ucraïnesa, les despeses europees van augmentar un 13 %, el major augment interanual des del final de la Guerra Freda.

## Les 15 despeses militars més grans del món
Dades del SIPRI Yearbook 2011:
| Ordre | País             | Despesa (mil milions $) | % del PIB | % del total mundial |
| —     | Total mundial    | 1.630,0                 | 2,6       | 100                 |
| 1     | EUA              | 711,0                   | 4,7       | 41,0                |
| 2     | Xina y           | 143,0                   | 2,0       | 8,2                 |
| 3     | Rússia y         | 71,9                    | 3,9       | 4,1                 |
| 4     | Regne Unit       | 62,7                    | 2,6       | 3,6                 |
| 5     | França           | 62,5                    | 2,3       | 3,6                 |
| 6     | Japó             | 54,5                    | 1,0       | 3,3                 |
| 7     | Aràbia Saudita z | 48,2                    | 10,4      | 3,0                 |
| 8     | Índia            | 46,8                    | 2,5       | 2,9                 |
| 9     | Alemanya y       | 46,7                    | 1,3       | 2,5                 |
| 10    | Itàlia y         | 37,0                    | 1,8       | 2,3                 |
| 11    | Brasil           | 33,5                    | 1,6       | 2,1                 |
| 12    | Corea del Sud    | 27,6                    | 2,8       | 1,7                 |
| 13    | Austràlia        | 24,0                    | 2,0       | 1,5                 |
| 14    | Canadà y         | 22,8                    | 1,5       | 1,4                 |
| 15    | Turquia y        | 17,5                    | 2,4       | 1,1                 |

^ y Estimacions del SIPRI
^ z Les xifres de l'Aràbia Saudita, inclouen les despeses per l'ordre públic i seguretat, i podrien estar lleugerament sobreestimades.
El 2011 la despesa militar d'Espanya era de 13,9 mil milions $, el que representava el 2010 l'1,0% del PIB. El 2023 es calcula que la despesa ja era del 2,17% del PIB, per sobre del 2% recomanat per als socis de l'OTAN.